# Martin Hawie

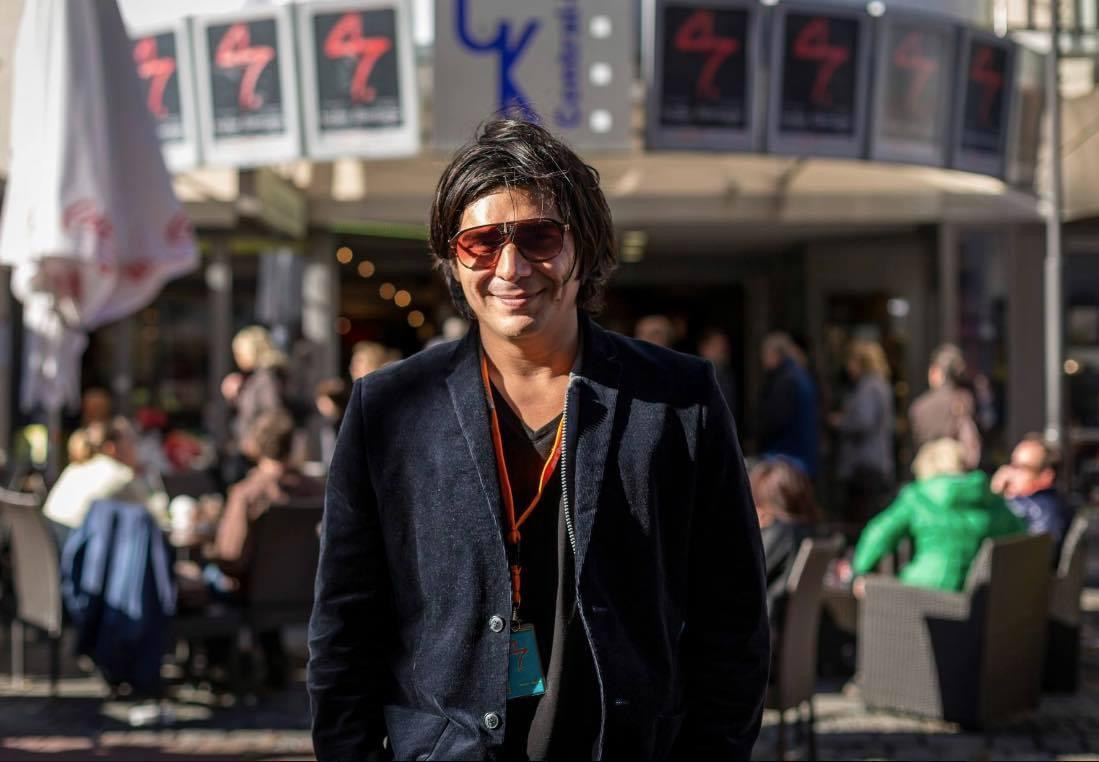
Martin Hawie präsentiert seinen Film Toro beim Hof International Film Festival 2015.

Martin Hawie (* 15. Dezember 1975 in Lima) ist ein deutscher Filmregisseur und Drehbuchautor.

## Leben und Arbeit
Hawie studierte Audiovisuelle Kommunikation in Lima (Instituto Peruano de Publicidad) und bildete sich am Centro de la Imagen in Fotografie und Malerei fort. 2001 nahm er ein Regiestudium an der Filmhochschule in Barcelona auf. Einer seiner dort realisierten Kurzfilme wurde für das Festival in Sitges nominiert. Während dieser Zeit wurden seine Fotografien und Bilder in Barcelona und Los Angeles ausgestellt.
Nach drei Jahren kehrte er nach Lima zurück und erhielt das Stipendium „Junge Künstler“ von Industrias Tekno. Gleichzeitig wurde er Geschäftsführer einer Castingagentur und arbeitete freiberuflich als Art Director für Werbefilme. Die eingeschränkten Möglichkeiten der peruanischen Filmindustrie brachten Hawie 2005 nach Deutschland. Hier realisierte er mehrere Kurz- und Dokumentarfilmprojekte. 2011 nahm er sein Studium als Postgraduierter an der Kunsthochschule für Medien Köln mit Schwerpunkt Film (Spielfilmregie/Drehbuch) auf. Der Langfilm Camille war dort sein Vordiplom, das auf den Internationalen Hofer Filmtagen 2013 uraufgeführt wurde. Camille lief seitdem auf mehreren internationalen Filmfestivals und wurde beim Internationalen Filmfestival Mexico 2014 mit dem Preis Best Student Award ausgezeichnet.
Mit seinem zweiten Langfilm Toro schloss er im April 2015 erfolgreich sein Studium ab. Der Diplomfilm erhielt die Abschluss-Filmförderung der Film- und Medienstiftung NRW und wurde auf dem 39. Montreal World Film Festival 2015 uraufgeführt. Seine deutsche Premiere feierte Toro auf den 49. Internationalen Hofer Filmtagen 2015 und erhielt im Rahmen des Förderpreis „Neues Deutsches Kino“ eine lobende Erwähnung der Jury. Toro war 2016 ebenfalls auf den 66. Filmfestspielen Berlin eingeladen und lief in der Sektion „Perspektive Deutsches Kino“ als spezieller Beitrag für „50 Jahre Hofer Filmtage“. Der Studio Hamburg Nachwuchspreis nominierte Hawie 2016 in der Kategorie „Beste Regie“. 2021 erschien sein dritter Langfilm Die Zukunft ist ein einsamer Ort.
Seit 2009 hat er die deutsche Staatsangehörigkeit. Martin Hawie arbeitet als freischaffender Regisseur und Autor in Köln.

## Filmografie
Spielfilme

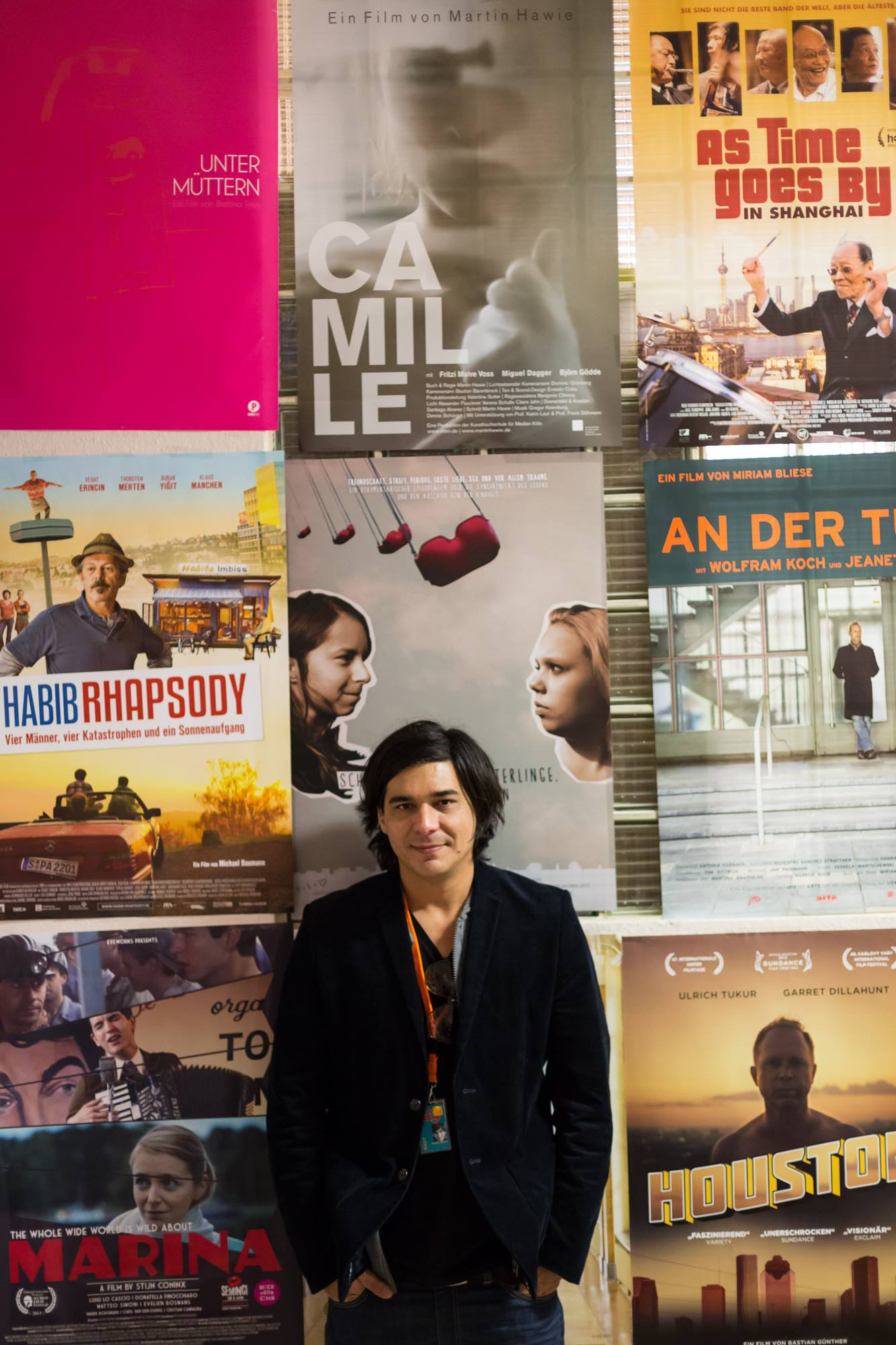
Martin Hawie präsentiert seinen Film Camille beim Hof International Film Festival 2013.

- Martin Hawie präsentiert seinen Film Camille beim Hof International Film Festival 2013.2021 Die Zukunft ist ein einsamer Ort – Future is a Lonely Place (Regie, Co-Autor, Schnitt)
- 2015 Toro (Regie, Co-Autor, Schnitt, Produzent)
- 2013 Camille (Regie, Drehbuch, Schnitt, Produzent)

Kurzfilme
- 2012 Am Ende einer Nacht (Regie, Drehbuch, Schnitt, Produzent)
- 2011 Stille Nacht (Regie, Drehbuch, Schnitt, Produzent)
- 2010 The other side (Regie, Drehbuch, Schnitt, Produzent)
- 2010 Wind über Berlin (Regie, Drehbuch, Schnitt, Produzent)
- 2010 Chicas (Regie, Drehbuch, Schnitt,  Produzent)
- 2009 Frisches Hühnerei (Regie, Drehbuch, Schnitt, Produzent)
- 2009 Unbekanntes Leben (Regie, Drehbuch, Schnitt, Produzent)
- 2009 Besonders viel Liebe (Regie, Drehbuch, Schnitt, Produzent)
- 2009 Jule & Tarik (Regie, Drehbuch, Schnitt, Produzent)
- 2008 240 Schritte am Tag (Regie, Drehbuch, Schnitt, Produzent)
- 2003 Tempus Fugit (Regie, Drehbuch, Schnitt, Produzent)

Dokumentarfilme
- 2012 Auf der Suche nach anderer Farben (Regie, Drehbuch, Schnitt, Produzent)
- 2009 Omelette & Kokosnuss (Regie, Drehbuch, Schnitt, Produzent)

Musikvideos
- 2020 Campo de Almas | Tus Ojos
- 2019 Campo de Almas | No Tengas Miedo (Feat. Alvaro Urquijo)
- 2019 Campo de Almas | Despertar
- 2019 Campo de Almas | Stonepatty
- 2017 Campo de Almas | Cuando cierro los ojos
- 2016 Campo de Almas | Todo me aleja de tí
- 2016 Campo de Almas | Mal
- 2016 Goldroger | Perwoll
- 2011 Bondage & Kleist | Mr. Shadow
- 2007 Ollysee | Mut ist

## Auszeichnungen
- Internationales Filmfestival Mexico 2014: Preis Best Student Award Spielfilm (Camille)[4]
- 49. Internationalen Hofer Filmtagen 2015: Lobende Erwähnung der Jury (Toro)